# TeAtrum VII

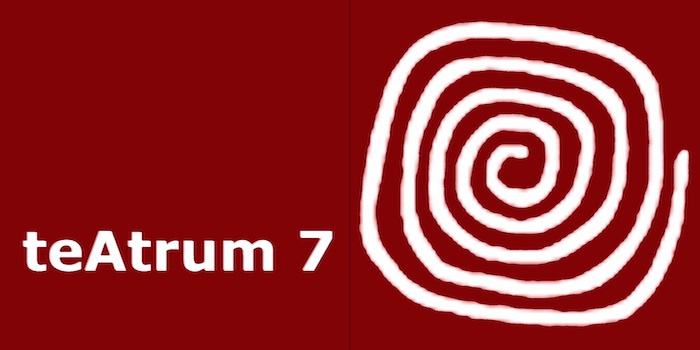
Aktuelles Logo

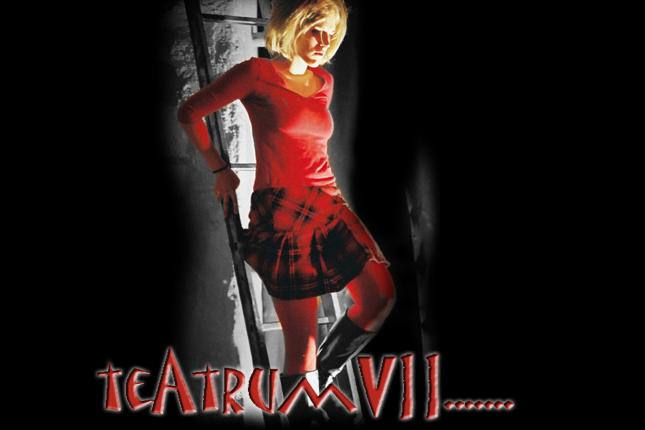
teAtrum VII: Logo (bis 2010)

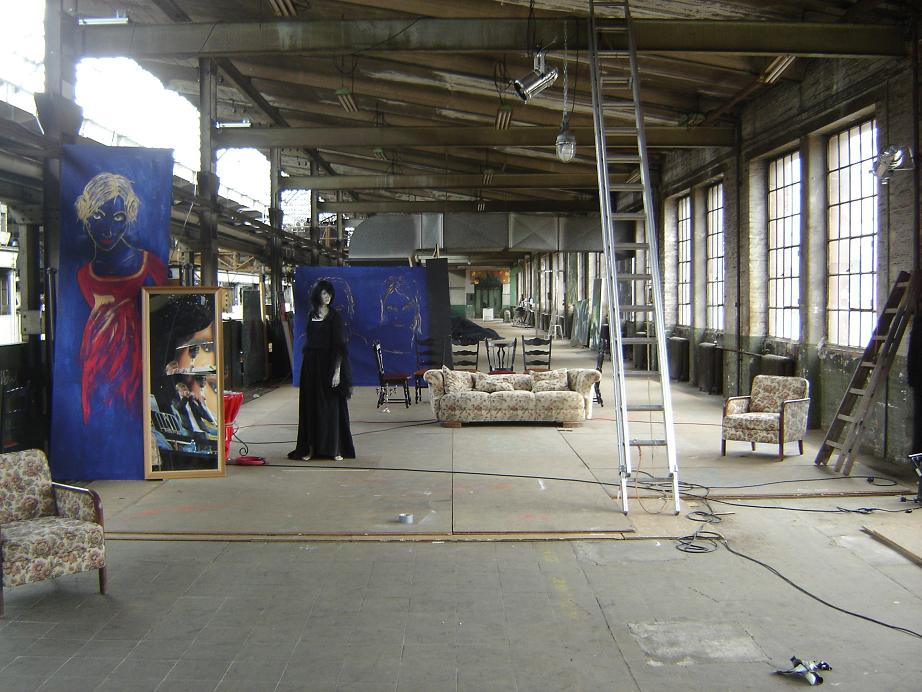
Naxoshalle Frankfurt-Ostend: Probenbühne zu "Canterville", April 2008

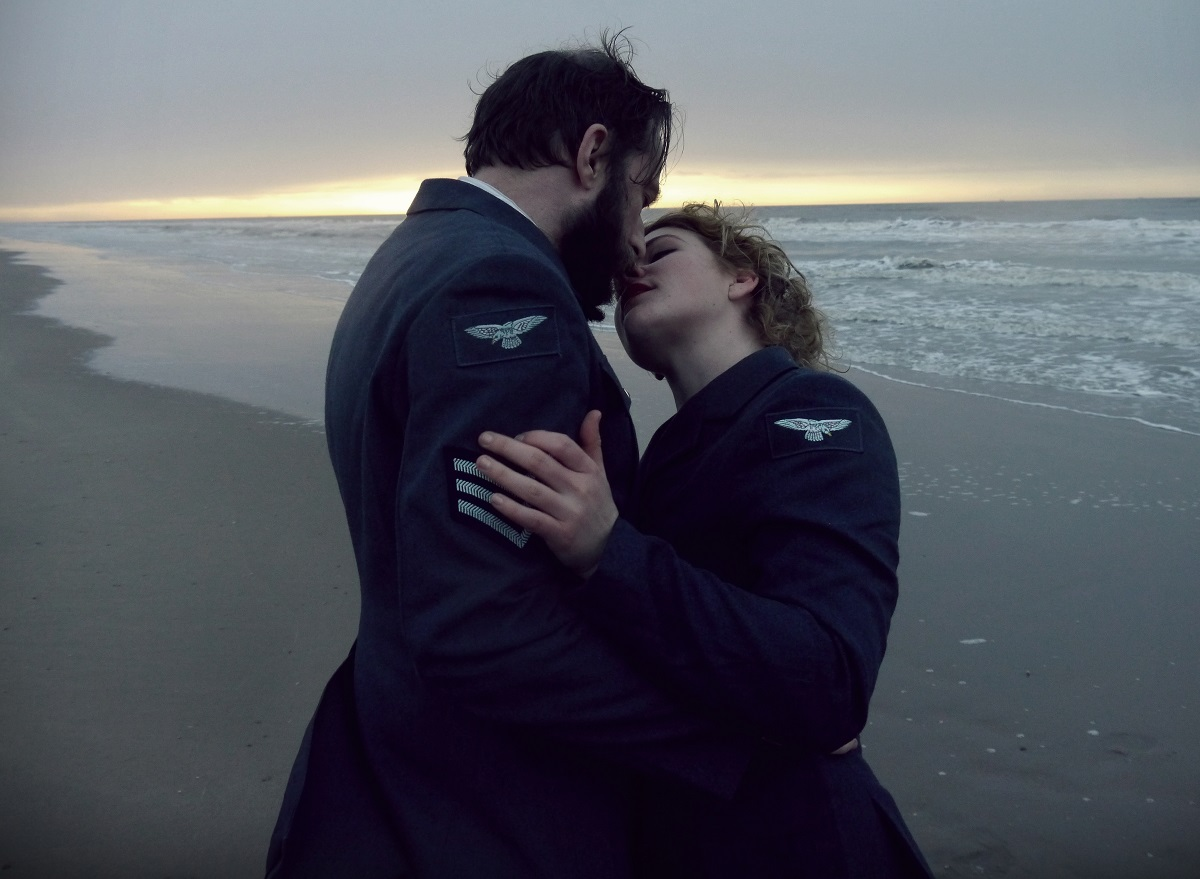
teAtrum 7-Produktion "Die Auswerterin" (2014) mit Eric Lenke, Carolin-Sophie Göbel

teAtrum 7 (auch „teAtrum VII“) ist ein freies Theater in Frankfurt am Main und Berlin.

## Hintergrund
Die Probenbühne und eine wichtige Frankfurter Spielstätte befand sich bis 2013 in einem Teil der denkmalgeschützten Halle der ehemaligen Naxos-Union im Frankfurter Ostend. Seitdem spielt die Gruppe in Frankfurt vor allem im Gallus Theater. Daneben finden die Produktionen auch an teilweise ungewöhnlichen Orten statt, beispielsweise in alten Kellergewölben, in und auf dem Campus der Fachhochschule, im Foyer der Oper, in Schulen, Clubs, Diskotheken und ehemaligen Bürgerhäusern.
Die  postdramatische Theatergruppe existiert seit 1996 als freie Gruppe, seit 1999 unter dem Namen „teAtrum VII“. Seit 2012 werden unter dem Namen „teAtrum 7...Film“ auch Kurz- und Spielfilme produziert. Neben experimentellem Theater mit professionellen Schauspielern, Amateuren und Laien (als sogenannte „Experten des Alltags“) hat sich teAtrum VII unter der Leitung des Frankfurter Regisseurs und Theaterpädagogen Sascha Alexander Weipert darauf konzentriert, bestehende Texte zu bearbeiten und in neuen Interpretationen auf die Bühne zu bringen. Einige der Stücke, die oft auf der Grundlage von Klassikern entstehen, werden aus unterschiedlichen Quellen und eigenen Dialogen zusammengefügt. Andere werden nach Motiven von Erzählungen (z. B. Sleepy Hollow nach Washington Irving oder Candide nach Voltaire) dramatisiert oder neu geschrieben. Bei Gegenwind beispielsweise handelt sich um die Uraufführung eines Textes über Folter und Unterdrückung der Autoren Sandra Inhofer und Peter Kapp, der anlässlich des „Tags für die Freiheit“ an der Frankfurter Oper entstanden ist. Seit einiger Zeit bringt teAtrum VII auch Stücke neuer Autoren auf die Bühne. 2012 gab es beispielsweise drei Uraufführungen.
Zum Kern des teAtrum VII-Ensembles gehören Luise Schlingmann, Elena Thimmel, Teresa Jacobowitz, Eric Lenke, Matthias Hock, Yvonne Rennert, Nora Kühnlein, Norbert Hornauer, Sascha Weipert u. a.
Das Experimentieren mit Sprache, Bewegung, Tanz, Musik, Bildern, Räumen, Klängen sowie der Einsatz moderner Medien (wie Film, Video, Fotografie) sind wesentliche Bestandteile der Inszenierungen.

## Produktionen
- 2022 "Macbeth - When Shall We 3 Meet Again?" nach William Shakespeare
- 2022 "Der goldene Topf" nach E.T.A. Hoffmann
- 2022 "Der Mensch & die Frau"
- 2021 "Die Pest", nach Motiven aus dem Roman "La Peste" von Albert Camus
- 2020 "Vom Himmel durch die Welt zur Hölle", Performance zu Goethes "Faust I" im Frankfurter Gallus Theater
- 2019 "Ein Inspektor kommt", Werkstattaufführung und Szenische Lesung im Tiyatrom Berlin
- 2018 "Peng! und tot bist du...", die Geschichte eines Amoklaufs, im Haus der Jugend, Frankfurt am Main
- 2018 "Ophelia: Hamlet spielt verrückt" im Theaterhaus Mitte, Berlin
- 2017 "Prof. Eisenstahl: Der Mensch" in der Brotfabrik Berlin und im Frankfurter Gallus Theater
- 2017 "1000 Augenblicke", Theater-Performance in den Landungsbrücken Frankfurt
- 2016 "Hexenjagd 2016", Theater-Performance nach den Hexenprozessen von Salem im Gallus Theater Frankfurt
- 2016 "Titus Andronicus" von William Shakespeare im Theaterforum Kreuzberg, Berlin
- 2016 "Reigen", nach Arthur Schnitzler, im Frankfurter Gallus Theater und in den Landungsbrücken Frankfurt
- 2015 "Barbarella" nach Motiven von Jean-Claude Forest und Roger Vadim in der Brotfabrik in Berlin-Weißensee
- 2015 "Utopia" nach dem Roman von Thomas More im Gallus Theater Frankfurt
- 2015 "Sturm und Drang" von Friedrich Maximilian Klinger im Frankfurter Autoren Theater
- 2014 "Leben und Sterben Edwards des Zweiten von England" nach Christopher Marlowe im Frankfurter Haus der Jugend
- 2014 "Androguards" im Frankfurter Autoren Theater
- 2014 "Der Dieb von Bagdad" im Internationalen Theater Frankfurt
- 2014 "Die Auswerterin oder: Das Ende von Auschwitz" im Gallus Theater Frankfurt
- 2013 "Liebesbriefe an Adolf Hitler" in der Brotfabrik Berlin-Weißensee
- 2013 "Lucrezia Borgia", von Victor Hugo in der Übersetzung von Georg Büchner am Gallus Theater Frankfurt
- 2013 "Dracul", nach Motiven von Roman Polanskis Film Tanz der Vampire und Bram Stokers Dracula in der "Fabrik" Frankfurt-Sachsenhausen
- 2013 "6 × Karlos", sechs kurze Stücke von sechs verschiedenen Regie-Teams zu Schillers dramatischem Gedicht Don Karlos im Gallus Theater Frankfurt
- 2013 "Othello", Assoziationen zu Shakespeares gleichnamiger Tragödie in der  Kulturfabrik in Berlin-Moabit
- 2013 "Drei Mal Leben" von Yasmina Reza im Internationalen Theater Frankfurt
- 2012 "Die heilige Familie", ein Weihnachtsstück von Judith Hennemann und Peter Kapp in der "Fabrik" Sachsenhausen
- 2012 "Amadeus Superstar" und "UrMozart@Amadeus_Total.Kind.de", Stück von Nina Kupczyk. Uraufführungen in Frankfurt im Haus Sindlingen und im Hamburger Monsun-Theater
- 2012 "Evolution – die Entwicklung des Menschen zum Affen", ein Stück ohne Worte am Gallus Theater Frankfurt
- 2011 "Hoffmanns Erzählungen", Schauspiel mit Musik nach der gleichnamigen Oper von Jacques Offenbach im Frankfurter Gallus Theater
- 2011 "Sommernachtstraum" von William Shakespeare in der Ausstellungshalle "Familie Montez" im Frankfurter Ostend
- 2011 "Der Rabe & Co.", nach Erzählungen und dem Gedicht "Der Rabe" von Edgar Allan Poe
- 2011 "sex lügen & märchen", nach Arthur Schnitzlers "Reigen" in Berlin und Frankfurt am Main
- 2010 "Friedrich S. zum 251. Geburtstag / Kabale und Liebe", Freilichtaufführung im Hof und auf den Dächern der Hausener Brotfabrik, die sich eng an Schillers Vorlage hält (Premiere: 12. August 2010)
- 2010 "BETTrügerei", eine schwarze Komödie nach Molières "Tartuffe" im Club "The Cave" (Premiere: 10. Juli 2010)
- 2010 "Ophelia", Theaterperformance nach William Shakespeares "Hamlet" und Motiven aus Heiner Müllers "Hamletmaschine"
- 2009 "1601 etc." nach Kurzgeschichten von Mark Twain ("Datum: 1601 – Konversation am geselligen Kamin", "Tischgespräch", "Eine grausame fürchterliche Liebesgeschichte aus dem Mittelalter", "Auszüge aus Adams Tagebuch")
- 2009 "Juliets Traum", nach Motiven aus William Shakespeares "Romeo und Julia" und Eugène Ionescos "Die kahle Sängerin"
- 2009 "Nimskys Taube", eine Endzeit-Farce von Peter Kapp (Uraufführung am 28. Juni 2009 im Frankfurter Autoren Theater)
- 2009 "Psycho Stella" nach Motiven aus Goethes "Stella – Ein Schauspiel für Liebende" und dem Film "Psycho" von Alfred Hitchcock in der Naxoshalle Frankfurt (Premiere: 3. Januar 2009)
- 2008 "Gegenwind" von Sandra Inhofer und Peter Kapp. Theaterperformance in Zusammenarbeit mit der Fachhochschule Frankfurt und amnesty international an der Oper Frankfurt (Uraufführung im Juni 2008)
- 2008 "Canterville" nach Oscar Wildes Erzählung "Das Gespenst von Canterville"
- 2008 "Candide" nach Voltaire (mit Schülern des Frankfurter Lessing-Gymnasiums)
- 2007 "Titus Andronicus" von William Shakespeare in der Naxoshalle, Frankfurt am Main
- 2007 "Die Möwe" von Anton Tschechow in der Frankfurter Naxoshalle
- 2006 "Jeanne: dark" von Sandra Inhofer (Co-Produktion mit Junge Bühne Frankfurt)
- 2005 "Sleepy Hollow" nach einer Erzählung von Washington Irving
- 2004 "Faust nach J.oethe" (Co-Produktion mit Junge Bühne Frankfurt)
- 2002 "Liebe Traum Tod" mit Motiven aus William Shakespeares Romeo und Julia (Co-Produktion mit Junge Bühne Frankfurt)
- 2002 "Reigen" nach Arthur Schnitzler (Co-Produktion mit  Junge Bühne Frankfurt)
- 2001 "Caligula" nach Motiven aus dem gleichnamigen Stück von Albert Camus (Co-Produktion mit Junge Bühne Frankfurt)
- 2000 "The British Vampire", mit Motiven aus Shakespeares Macbeth und dem Film Tanz der Vampire von Roman Polański an der Fachhochschule Frankfurt
- 1999 "Zwölfte Nacht/Twelfth Night" (Deutsch-englische Produktion nach Shakespeares Zwölfte Nacht oder Was Ihr wollt)
- 1998 "Macbeth" von William Shakespeare
- 1997 "Tartuffe" von Molière
- 1996 "Ein Mittsommernachtstraum" von William Shakespeare
- 1996 "Porträt eines Planeten" von Friedrich Dürrenmatt